# Tammatevo Pudisatkhattinarat
Prinz Tammatevo Pudisatkhattinarat (offiziell Somdet Brhat Chao Maha Uparaja Dharmadeva Budhisada Katingnaraja; * frühes 18. Jahrhundert in Champasak; † 1768) war seit 1728 Maha Uparat („Vizekönig“) des Königreiches Champasak.

## Leben
Tammatevo Pudisatkhattinarat war der zweitälteste Sohn von König Soi Sri Samut (regierte 1715 bis 1738) und einer seiner Ehefrauen, der so genannten Königin zur Linken. Er wurde im Palast ausgebildet und im Jahr 1728 von seinem älteren Bruder Pothi, der seit 1725 als Regent seines Vaters die Regierungsgeschäfte führte, zum Vizekönig ernannt.
Im Jahr 1758 kam es zu einem Rechtsstreit zwischen Tammatevo Pudisatkhattinarat und König Pothi. Tammatevo Pudisatkhattinarat marschierte an der Spitze eines Aufruhrs gegen die Hauptstadt, Pothi floh daraufhin. Letztlich konnte die Sangha (das buddhistische Mönchskollegium) eine Einigung der Kontrahenten herbeiführen.
Tammatevo Pudisatkhattinarat starb 1768 an einer Krankheit und hinterließ vier Söhne und eine Tochter:
1. Prinz (Brhat Chao Uparaja) Unga (O), der 1778 vom siamesischen König Taksin als Vizekönig eingesetzt und um 1781 von den Siamesen bei Attapeu ermordet wurde; er hatte drei Söhne:
  1. Prinz (Brhat Chao Naraksha Negara Champasakti) von Champasak (Nark oder Nak)
  2. Prinz (Brhat Chao) H'ui (Huy), Prinz von Champasakti
  3. Prinz (Chao) Suriya Bhunga (Su Bong)
2. Prinz (Chao) Indra (In), Prinz von Attapeu, vom siamesischen König Taksin 1778 als Prinzgouverneur (Chao Mueang) eingesetzt, doch von den Siamesen um 1781 ermordet; er hinterließ einen Sohn:
  1. Prinz (Brhat Chao Uparaja) Suriya (Sura), 1840 zum Vizekönig mit dem Titel Uparat ernannt; er war während der Thronstreitigkeiten 1853 bis 1855 Regent von Champasak und starb 1855; er hinterließ zwei Söhne:
    1. Prinz (Chao) Nukama (No Kham), wurde Gouverneur von Ubon Ratchathani
    2. Prinz (Chao) Bhanya (Phan), er wurde 1878 zum Vizekönig mit dem Titel Uparat ernannt
3. Prinz (Somdet Brhat Chao Maha Uparaja) Dharmakirtikya (Thammathika), wurde 1813 als Vizekönig (Uparat) eingesetzt, doch nach Streit mit dem König bald abgelöst und nach Bangkok geschickt, rebellierte 1817 ein zweites Mal und musste in die Wälder fliehen, wo er gefangen wurde, seiner Ämter enthoben und endgültig nach Bangkok abgeschoben wurde
4. Prinz (Chao) Kamasukra (Kam Suk)
5. Prinzessin (Chao Heuane) Tulini (Tui), 1779 verheiratet mit Thao Kamapunga (Kham Pong), mit dem sie zwei Söhne und vier Töchter hatte